# 玉舐め
玉舐め（たまなめ）は、オーラルセックスの一環として行われる睾丸を舌で舐めたり吸ったりし、刺激する行為。フェラチオの派生である。タマ舐め、玉なめなどとも表記される。

## 概要
一般的に男性に快楽をあたえられるが、苦手な人もいる。フェラチオに比べると認知度は低いが風俗店ではよく行われており、睾丸マッサージなるものもある。